# Friona plagiata
Friona plagiata là một loài tò vò trong họ Ichneumonidae.